# Lucien Lejeune
Lucien Lejeune, né le 26 décembre 1870 à Liège et mort en 1953 dans sa ville natale, est un peintre, graveur et dessinateur belge. Il est également professeur de dessin à l'Académie royale des beaux-arts de Liège de 1902 à 1936.

## Biographie
Lucien Henri Lejeune est né à Liège le 26 décembre 1870. Il étudie à l'Académie royale des beaux-arts de Liège où il a pour professeurs Adrien de Witte, Émile Delperée et Prosper Drion,,.
Sander Pierron détaille dans son ouvrage L'École de Gravure de Liège comment Lucien Lejeune apprend la gravure, en grande partie comme autodidacte : 

« Adrien de Witte lui enseigna le dessin à l'académie ; comme un jour l'élève demandait au professeur de vouloir lui enseigner les premières notions de la gravure, l'aîné lui répondit que lui-même n'avait eu de maître que sa volonté, qu'il avait trouvé la clef de tous les secrets de la technique dans une méthode élémentaire, et que si son disciple possédait vraiment la vocation, il n'avait qu'à suivre son propre exemple. Le travail et l'expérience personnelle ferait le reste... Et il apporta la précieuse brochure à l'adolescent. »

Lucien Lejeune se procure ensuite les outils nécessaires grâce à Armand Rassenfosse et commence son apprentissage, « gâtant beaucoup de plaques, jusqu'au jour où la réussite couronna ses persévérants efforts... ». Sander Pierron poursuit et explique que c'est François Maréchal qui l'aide, par lettre, à résoudre certains problèmes plus difficiles qu'il rencontre et conclut : « Ce qui fait que ce graveur [...] n'a jamais vu graver ni imprimer qui que ce soit ; c'est lui-même qui tire ses épreuves. »
Il se rend à Paris en 1893-1894 pour parfaire ses connaissances, puis suit des cours à l'École des Arts décoratifs à Bruxelles en 1896-1897,. Il réside ensuite à Liège, peignant pendant 25 ans en atelier avant de s'orienter vers la peinture en plein air,,. Il est professeur de dessin élémentaire à l'Académie royale des beaux-arts de Liège de 1902 à 1936,,, (d'abord un an à titre d'essai, puis de façon définitive fin 1903), puis à l'École moyenne,, en 1922. Il démissionne de ses fonctions d'enseignant en juillet 1936, un peu moins de deux mois après le décès de son épouse Maria Fuchs. Il est remplacé par Adrien Dupagne au cours de dessin de 3e année à l'Académie.

## Œuvre

### Style et techniques artistiques
Lucien Lejeune est un peintre de paysages, de figures et de scènes intimistes, se centrant particulièrement sur les effets de lumière puis sur le paysage industriel de la région liégeoise comme le décrit avec justesse Jules Bosmant :

« Lucien Lejeune, d'abord attiré par les crépuscules citadins troués de lumières clignotantes, est devenu peu à peu le chantre des « terrils » qui sur nos paysages industriels dessinent les cônes volcaniques d'une orographie artificielle. Ce que ces montagnes schématiques représentent d'efforts, de douleur, de nature effacée et vaincue, ce qu'elles suggèrent aussi de civilisation puissante et inhumaine a été compris et souvent traduit avec bonheur par cet artiste d'inspiration très locale. »

Sander Pierron, de son côté, estime que la ville de Liège et ses habitants sont la principale source d'inspiration de l'artiste : « Il n'est pas d'artiste plus complètement liégeois que Lucien Lejeune, liégeois par son tempérament, liégeois par ses affinités, liégeois par les motifs et la signification de ses œuvres. [...] toutes ses eaux-fortes et ses pointes sèches sont inspirées par les choses et les gens de son pays, c'est-à-dire de sa cité natale et de sa proche banlieue industrielle. »

### Catalogue et musées
Des œuvres de Lucien Lejeune sont présentes dans les collections du musée de l'Art wallon (La Boverie),, et du musée de la Vie wallonne.
En 1923, Sander Pierron dénombre 22 gravures de Lucien Lejeune, réalisées à l'eau-forte ou la pointe sèche : place du théâtre, Haute Sauvenière, évêché, pont des Arches, passerelle, pont Maghin, coulée, embarquement de houille, changement d'équipes, hors du gouffre, fainéant, long du fleuve et enfin sa série des terrils. Plusieurs critiques louent particulièrement cette dernière série de gravures,,. Il a également réalisé des illustrations pour une série de cartes postales intitulée Souvenir du pays de Liège et commercialisée début du XXe siècle.

### Galerie

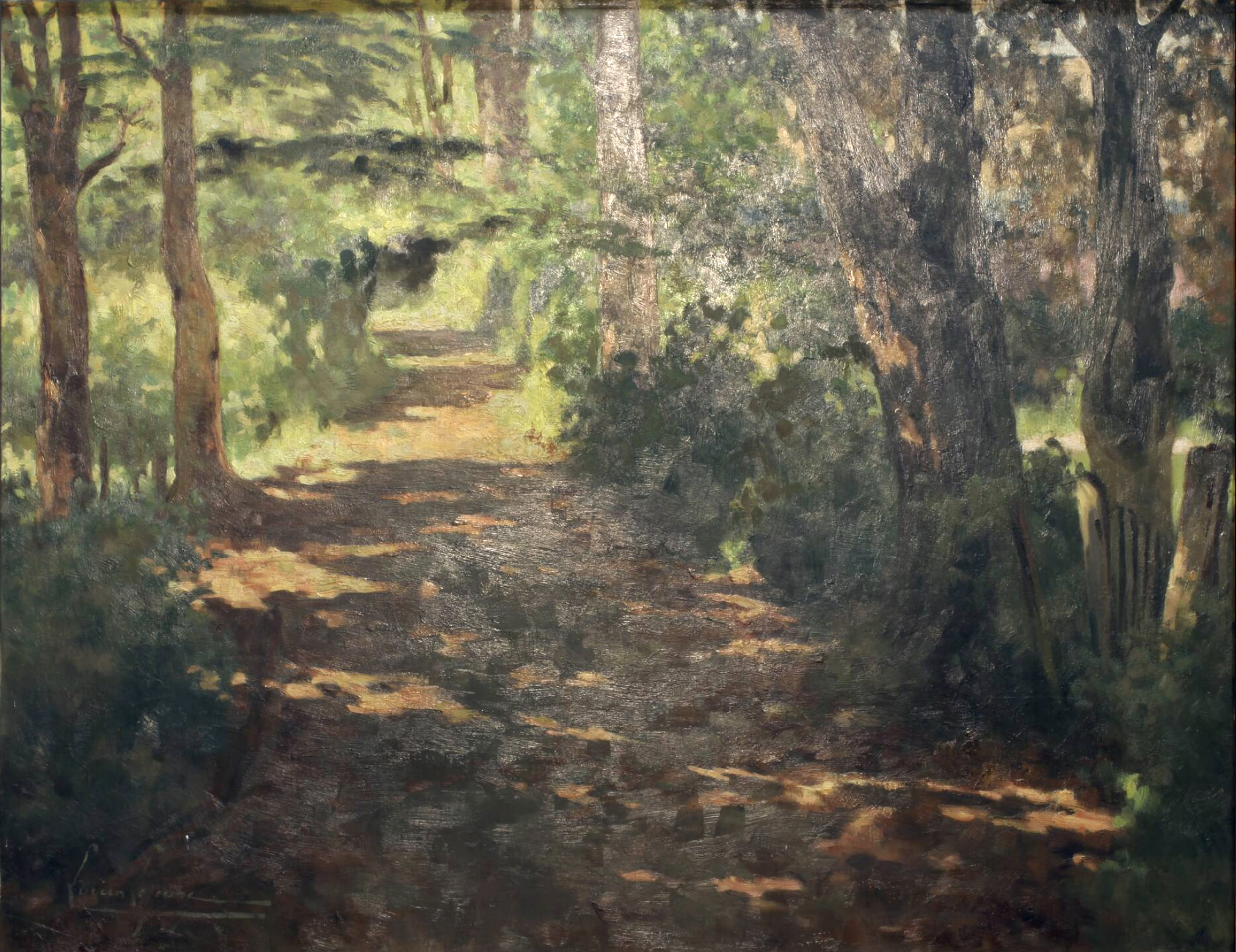
Le petit chemin ensoleillé, avant 1953 (huile polychrome sur carton ; 70 × 90 cm), Liège, musée de la Vie wallonne.
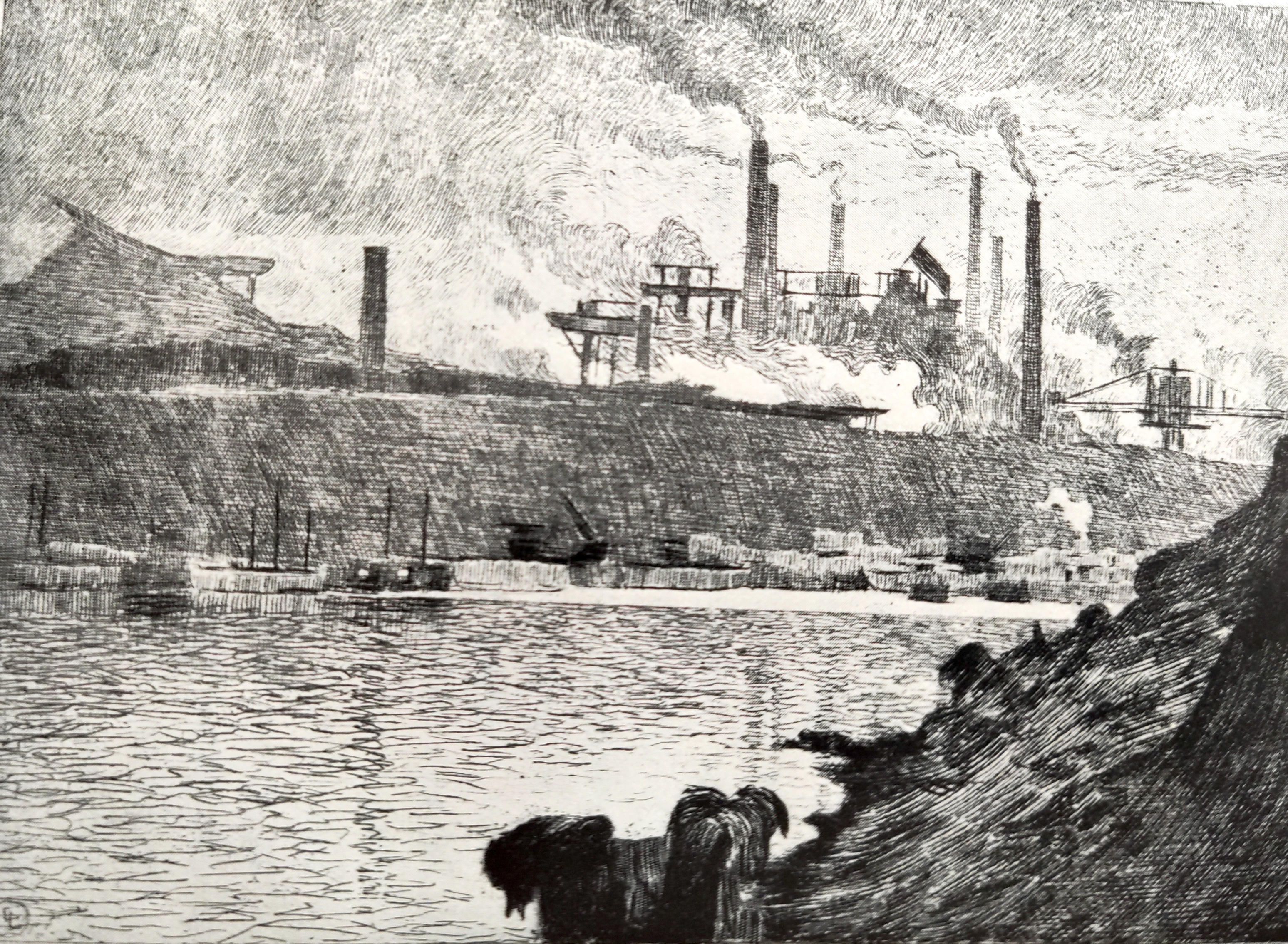
Les terrils nº2, avant 1923 (gravure ; photographie de la reproduction  imprimée dans L'École de Gravure de Liège de Sander Pierron en 1923).
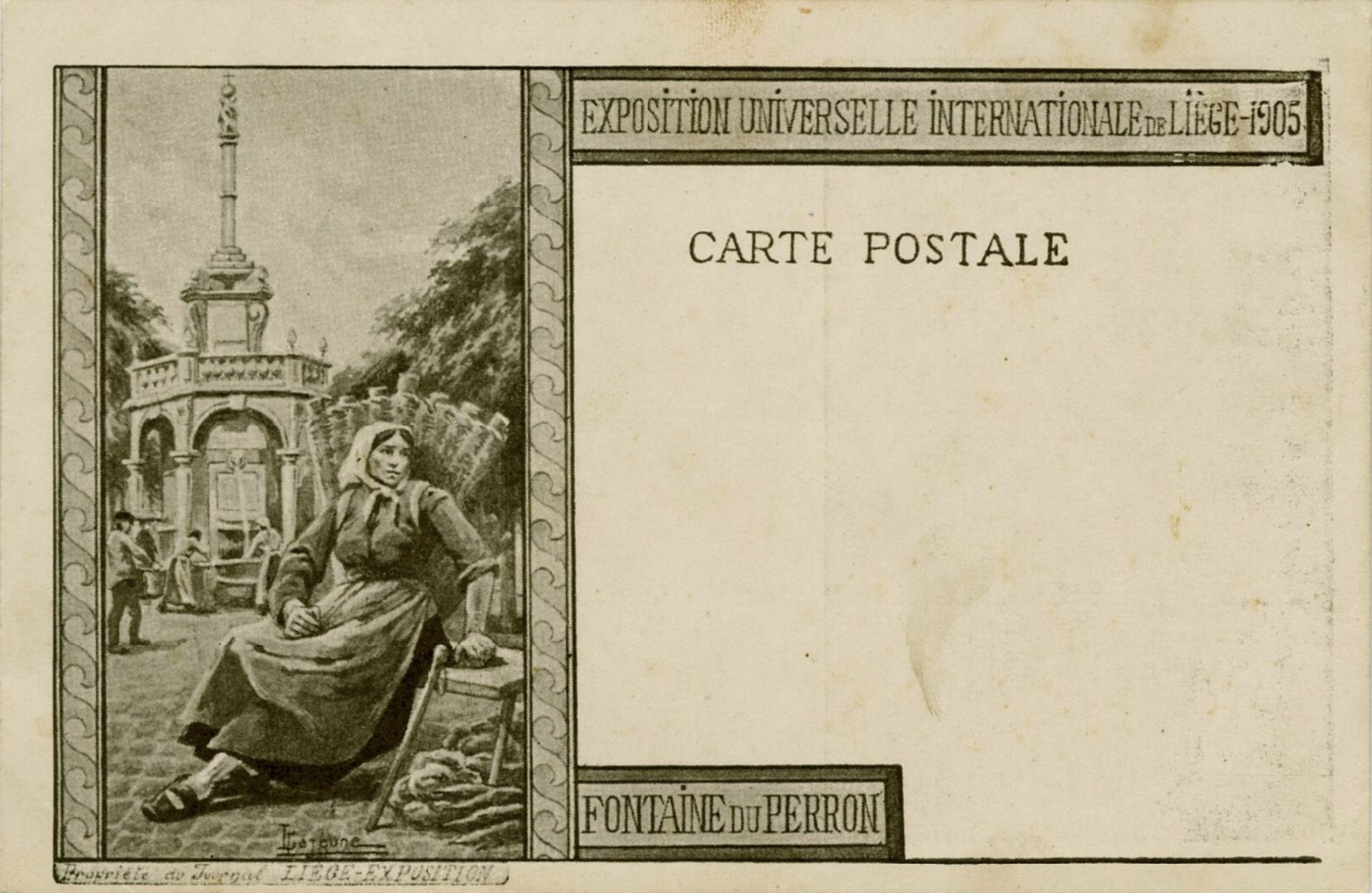
Exposition universelle et internationale de Liège 1905 Fontaine du Perron, 1905 (carte postale ; 9 × 13,5 cm), Liège, musée de la Vie wallonne.
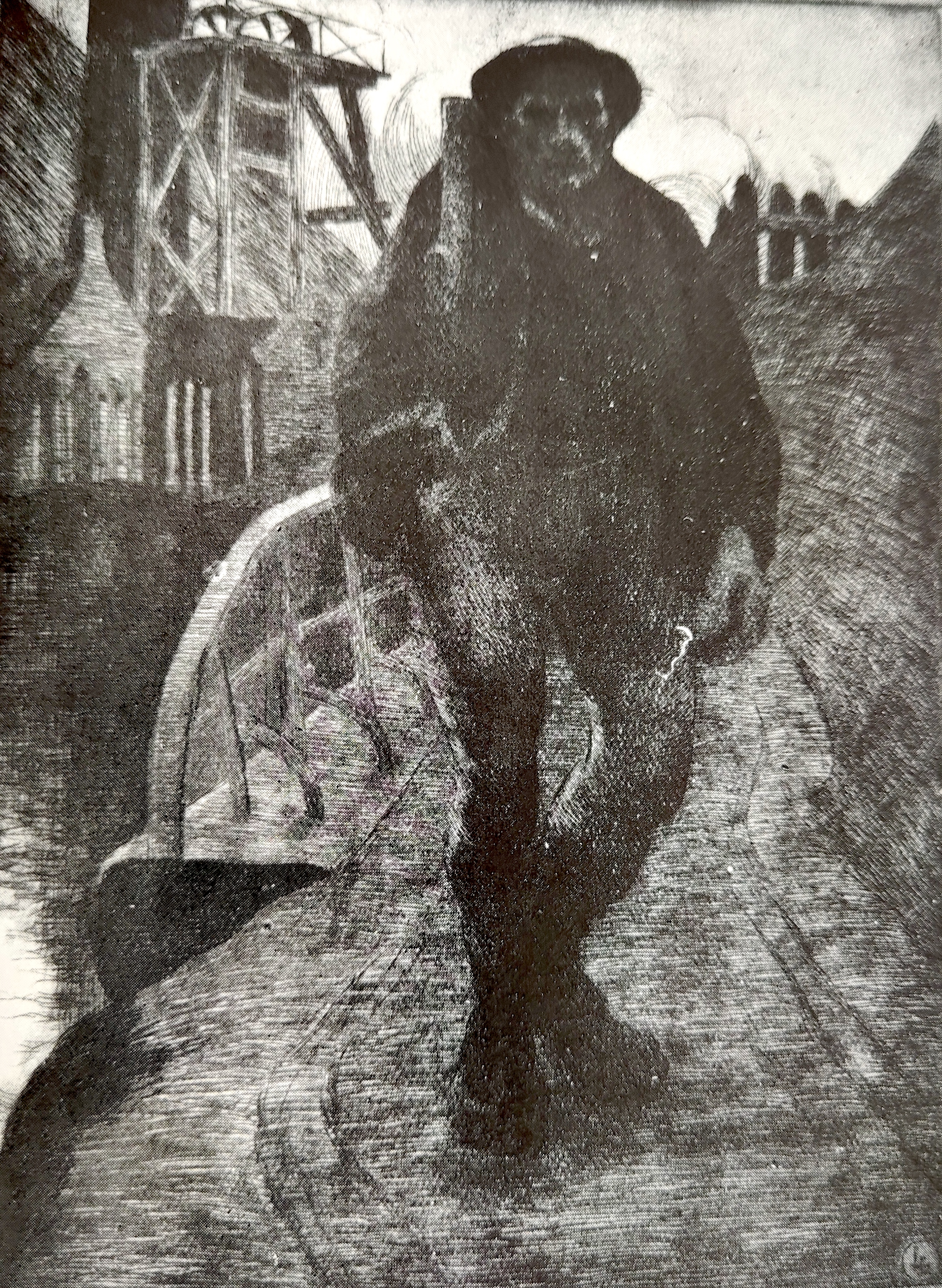
Hors du gouffre, avant 1923 (gravure ; photographie de la reproduction  imprimée dans L'École de Gravure de Liège de Sander Pierron en 1923).
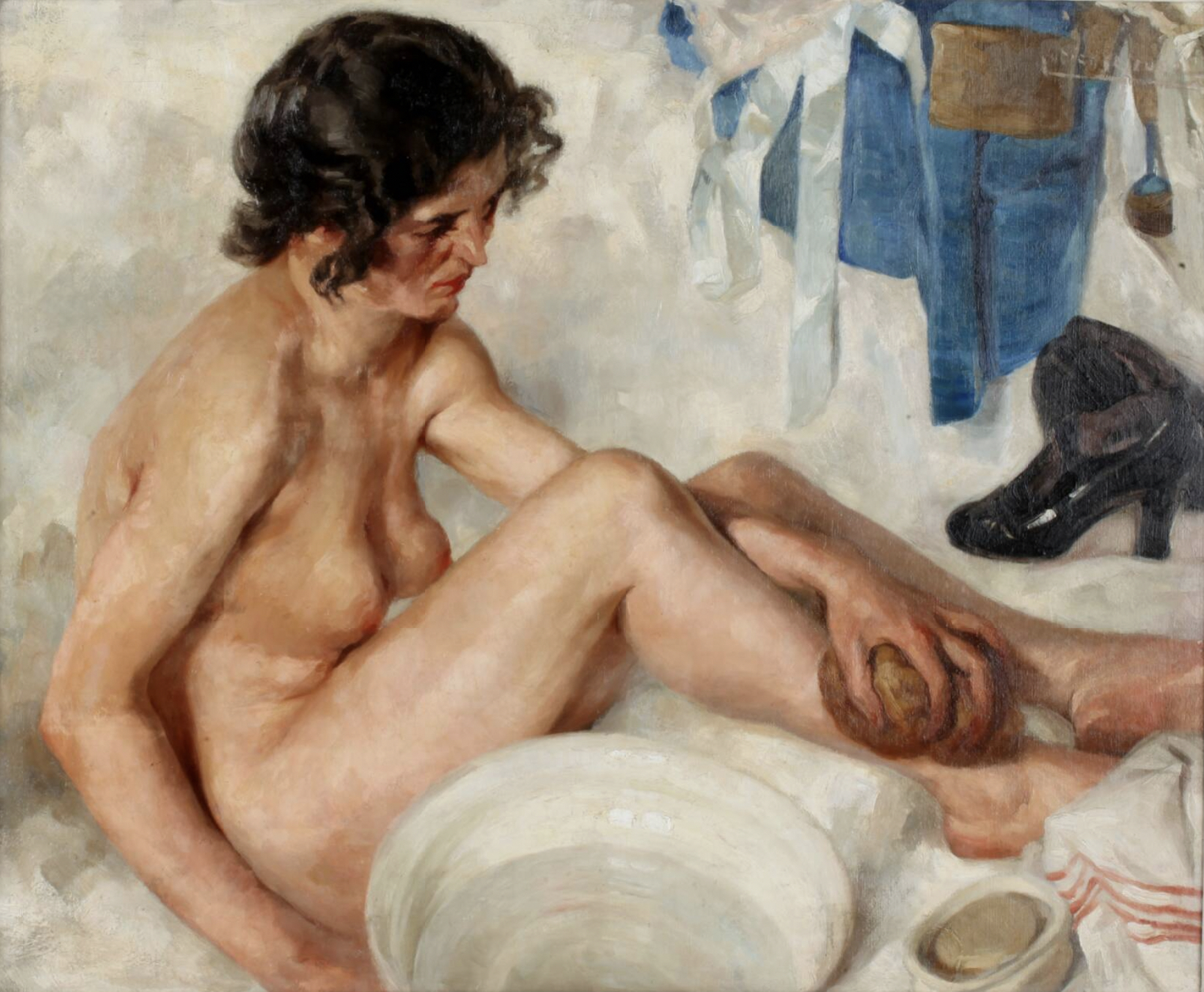
Ablutions, avant 1953 (huile sur toile ; 60 × 73 cm), Liège, musée de la Vie wallonne.
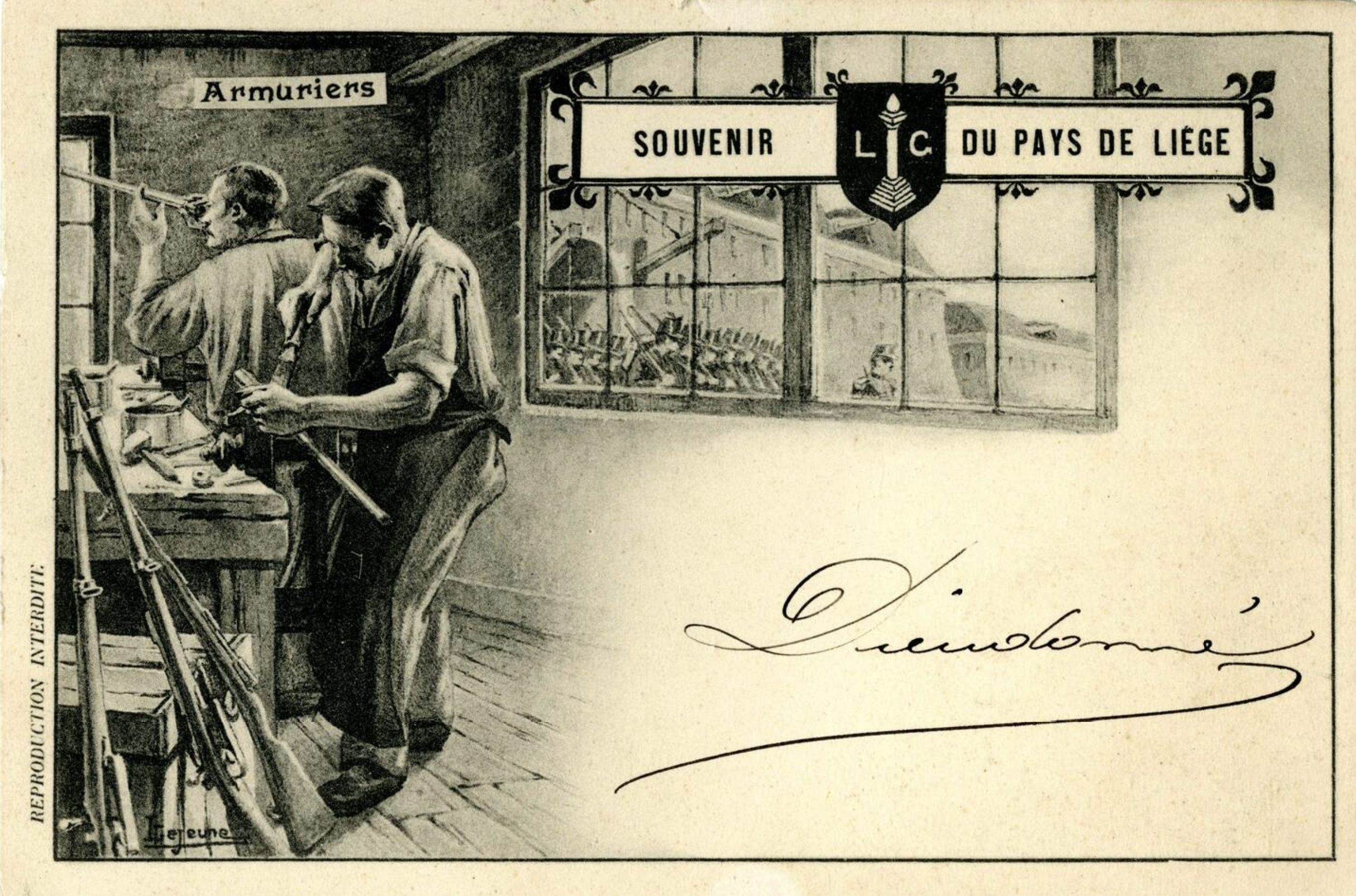
Armuriers, Souvenir du pays de Liège, 1902-1903 (carte postale ; 9 × 14 cm), Liège, musée de la Vie wallonne.
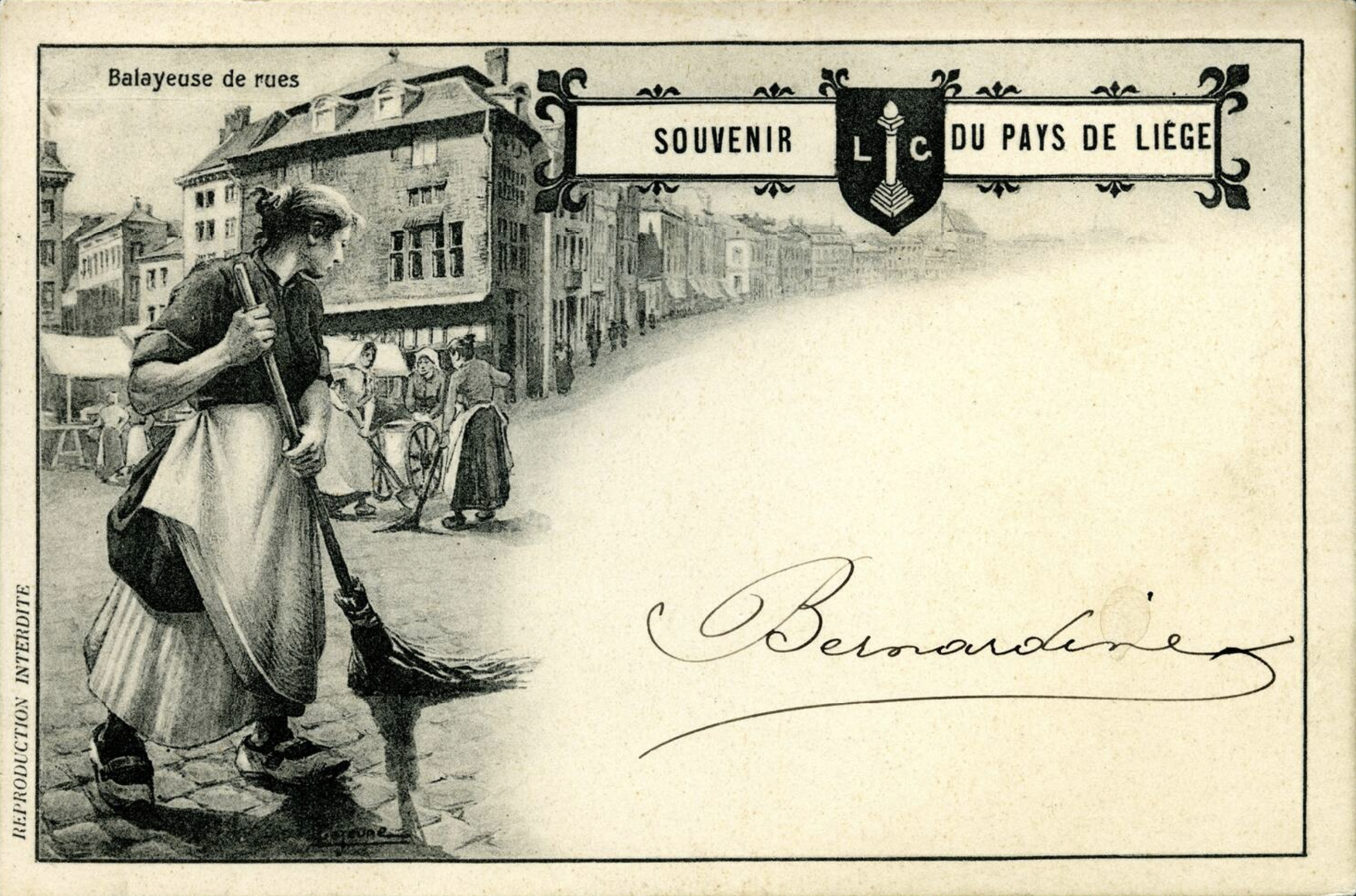
Balayeuse de rues, Souvenir du pays de Liège, 1903 (carte postale ; 9 × 13,5 cm), Liège, musée de la Vie wallonne.
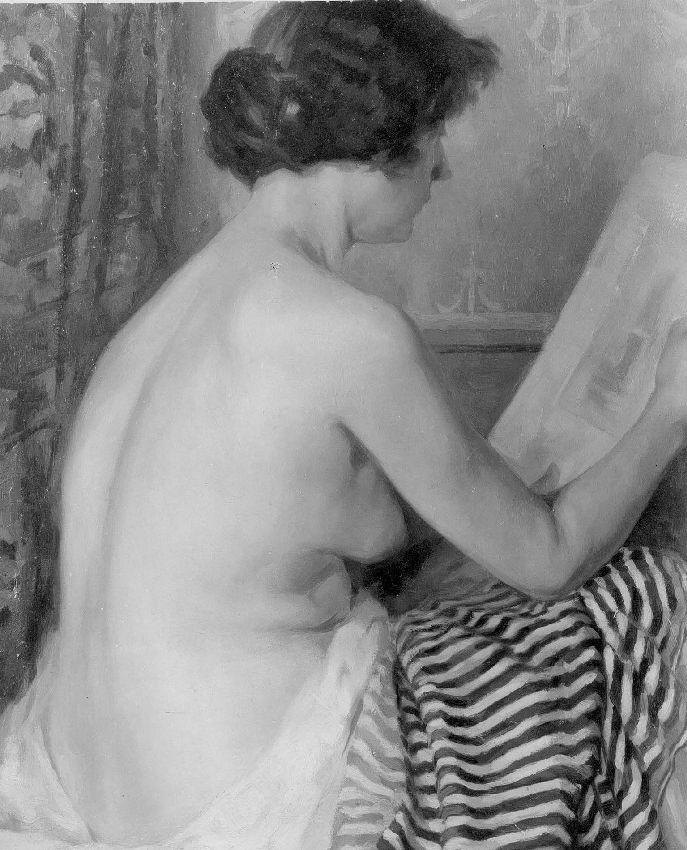
Chez soi, 1915 (huile sur toile ; 61 × 50 cm ; photographie de 1956 du KIK-IRPA), Liège, musée de l'Art wallon.

## Expositions
Il expose au Cercle royal des Beaux-Arts de Liège de 1892 à 1942,,.
- 1914 : Salon des peintres liégeois, juin, Palais des Beaux-Arts, Liège[29].
- 1933 : Le Visage de Liège, du 23 septembre au 23 octobre, Palais des Beaux-Arts, Liège[30].
- 1939 : Exposition de la gravure liégeoise, Musée des Beaux-Arts, Liège[31].
- 1964 : 125e anniversaire de l'Académie royale des Beaux‑Arts, du 11 avril au 10 mai, Musée des Beaux-Arts, Liège[31].Le collier de scarabées, 1916 (huile sur toile ; 60 × 73 cm ; photographie de 2004 d'Hervé Pigeolet du KIK-IRPA), Liège, musée de l'Art wallon[32].

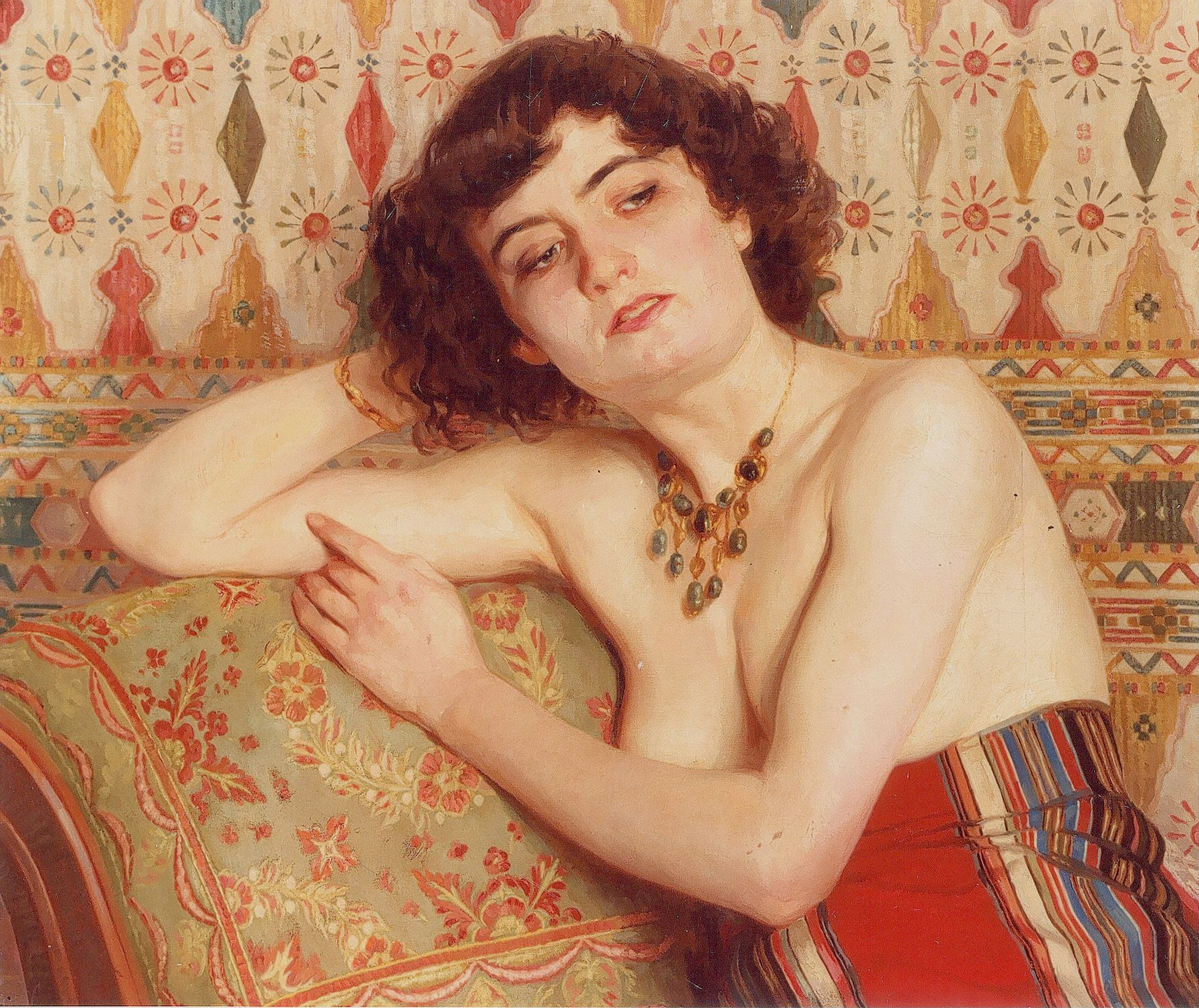
Le collier de scarabées, 1916 (huile sur toile ; ; photographie de 2004 d'Hervé Pigeolet du KIK-IRPA), Liège, musée de l'Art wallon.

- 1992 : Le Cercle royal des Beaux-Arts de Liège 1892-1992, du 18 septembre au 20 avril 1993, Cercle royal des Beaux-Arts, Liège (Le collier de scarabées est la toile exposée de Lucien Lejeune)[32].
- 2013 : Les Spadois à... Spa, du 4 août au 1er septembre, Rue Royale, Spa[33].

## Prix et distinctions
Lucien Lejeune est lauréat de plusieurs médailles durant ses études à l'Académie royale des beaux-arts de Liège et du prix Donnay de peinture.

## Réception critique
« [...] car il y a de la vigueur, de la nervosité dans la remarquable série des terrils ; ceux-ci sont vraiment l'œuvre d'un artiste qui a compris la grandeur des spectacles qu'il désirait décrire, et les a rendus avec une puissance de relief et de coloris pleins d'accents et de contrastes heureux et de valeurs profondes, grâce à une facture qui, ce coup, suit le sens des choses positives ou impondérables... Lucien Lejeune est vraiment un chantre intelligent, enthousiaste et scrupuleux du pays des houillères, dont le tragique a éveillé en son esprit curieux une sympathie, voire une pitié qui met sa trace dans la majeure partie des cuivres qu'il a gravés. »

— Sander Pierron au sujet des gravures de terrils de Lucien Lejeune.